# Munsee
Cet article possède un paronyme, voir Munzee.
Le munsee (connu aussi sous le nom de delaware, ou de delaware de l'Ontario) est une langue en danger de la famille des langues algonquiennes, elles-mêmes membres de la famille des langues algiques. Le munsee était parlé autrefois aux alentours du New York moderne aux États-Unis, notamment à Long Island, Manhattan, Staten Island, aussi bien que dans les zones alentour de la vallée de l'Hudson (en), du nord du New Jersey, et du nord-est de la Pennsylvanie,.
Le munsee est désormais parlé seulement dans la réserve de Moraviantown (en) en Ontario au Canada par une ou deux personnes âgées.

## Classification
Le munsee est une langue algonquienne, descendant du proto-algonquien. Il est très proche de l'unami delaware. Le munsee et l'unami constituent les langues delaware. Prises ensemble avec le mohican, les langues delaware constituent le delawaran, un sous-groupe au sein des langues algonquiennes,.

### Historique
Le munsee est une langue algonquienne de l'est. L'ancêtre commun hypothétique à toutes les langues algonquiennes de l'est est le proto-algonquien de l'est.
La frontière sud du territoire munsee était au nord du Delaware Water Gap, suivant la Raritan River au sud-est jusqu'à l'océan Atlantique. Au sud des Munsee se trouvaient les Unamis Delaware. Au nord les Mohicans, et à l'est les langues algonquiennes de Long Island tel que l'unquachog, et des langues du Sud de la Nouvelle-Angleterre tel que le quiripi (quiripi et unquachog sont des dialectes d'une seule et même langue),.
Originellement, et durant la période suivant l'arrivée des Européens, le munsee était parlé par une série de petits groupes autonomes, principalement situé sur les rives de l'Hudson et des rivières du nord du Delaware. Ces groupes se trouvaient le long des affluents majeurs, avec de grands campements près du courant principal et des camps plus petits aux sources et le long des cours d'eau. Les estimations varient, mais ces groupes locaux ont pu avoir une population atteignant les 200 personnes par groupe. Ces groupes parlaient des variétés localisées de la langue munsee. Il y a peu d'information quant aux variantes dialectales du munsee.
Les principaux groupes munsee connus sont, du nord au sud, les Esopus, à l'ouest de l'Hudson à la ligne des partages des eaux de l'Hudson (avec des sous-groupes tels que les Waoranecks, Warranawankongs, et d'autres) ; les Minisink (au nord du Delaware Water Gap); au sud des Highlands de l'Hudson à l'ouest du fleuve se trouvaient les Haverstraw, les Tappan, et les Hackensack ; les Raritans résidaient originellement sur la partie basse de la rivière Raritan, avant de se déplacer dans les terres ; les Wiechquaeskecks migrèrent de l'est de l'Hudson au sud de la rivière Raritan après 1649, avec les Navasink à l'est le long de la rive nord du New Jersey ; à l'est de l'amont de l'Hudson se trouvaient les Wappinger ; sur la rive est de l'Hudson se trouvaient les Kichtawanks, les Sinsinks, les Rechgawawanks, les Nayack, les Marechkawieck, avec les Canarsee et les Rockaway à l'ouest de Long Island. Les Massapequa et les Matinecock au centre de Lond Island auraient pu être des Munsee mais étaient peut-être les prédécesseurs du groupe Unquachog identifié au XVIIIe siècle.
Les disruptions résultant de l'arrivée de colons européens, des marchands de fourrures, et des explorateurs conduisirent au déplacement de ces groupes accompagné d'une unification en des groupes plus grands. Ceci entraîna la rencontre de locuteurs de groupes différents au sein du munsee.
Le terme Munsee est un nom désignant les groupes qui se trouvent le long de la rivière Delaware au Delaware Water Gap ; la première mention de la langue munsee date de 1725. Minisink est un mot munsee signifiant « dans l'île », et qui doit être transcrit « mə̆nə́sənk ». L'orthographe « minis » est peu utilisée maintenant et l'on préfèrera /mənə́s/ « île » ; rappelant les autres langues algonquiennes telles que l'ojibwé « minis » signifiant lui aussi « île ». L'orthographe « ink » est clairement le suffixe locatif moderne munsee /-ənk/ (voir la section Grammaire). Le terme « munsee » est l'adaptation anglaise d'un mot régulier « mə́n’si·w », « personne de Minisink ». Le terme munsee fut ensuite étendu à tous ceux qui parlaient la langue du même nom.

## Sons et phonologie
Le munsee a les consonnes suivantes :
|           | Bilabiale | Dentale | Post-alvéolaire | Vélaire | Glottale |
| --------- | --------- | ------- | --------------- | ------- | -------- |
| Occlusive | p         | t       | č               | k       |          |
| Fricative |           | s       | š               | x       | h        |
| Nasale    | m         | n       |                 |         |          |
| Latérale  |           | l       |                 |         |          |
| Glides    | w         |         | y               |         |          |

Quelques mots d'emprunt à l'anglais contiennent /f/ et /r/ : « ntáyrəm », « mon pneu ».
Différentes analyses des voyelles munsee ont été proposées. En 1979, Goddard présente une analyse dans laquelle le munsee et l'unami ont le même système de voyelles, inchangé depuis les voyelles proto-algonquiennes (cf. la partie Histoire). Dans cette analyse, il y a quatre voyelles longues /i·, o·, e·, a·/ et deux courtes /a, ə/. La longueur des voyelles est indiquée par un point médian (·). Toutefois, dans le munsee moderne il y a plusieurs sources de nouvelles voyelles /i, o, e/ courtes qui résultent d'un doublement, de mots d'emprunts, et d'autres variations phonologiques.
|         | Antérieur | Centrale | Postérieur |
| ------- | --------- | -------- | ---------- |
| Haute   | i·, i     |          | o·, o      |
| Moyenne | e·, e     | ə        |            |
| Basse   |           | a·, a    |            |

### Quantité syllabique
La quantité syllabique joue un rôle important dans la phonologie munsee, en déterminant la place de l'accent tonique et la suppression de certaines voyelles courtes. Toutes les syllabes contenant une voyelle longue sont dites lourdes. Toute voyelle courte dans une syllabe fermée (i.e. (C)VC) est lourde. En comptant de gauche à droite, dans une séquence de deux syllabes ouvertes contenant des voyelles courtes la syllabe impaire est légère et la syllabe paire est lourde. De même, certaines syllabes contenant des voyelles courtes (fréquemment de telles syllabes se trouvent dans des redoublements et des mots d'emprunts) peuvent exceptionnellement être marquées comme lourdes.
Dans des mots de plus de deux syllabes, la syllabe finale est mise de côté quant au placement de l'accent tonique, c'est-à-dire extramétrique, et la dernière syllabe lourde précédant la syllabe finale du mot porte l'accent principal.
- (a) « payaxkhı́·kan », « fusil » (lourde pénultième, reçoit l'accent)
- (b) « né·wake », « si je le vois » (légère pénultième, la syllabe précédente reçoit l'accent)

Dans les mots de deux syllabes avec une pénultième syllabe lourde, cette dernière reçoit l'accent.
- (a) « á·mwi·w » « il/elle se lève » (« après s'être couché ») (deux syllabes lourde-lourde)

Dans les mots de deux syllabes avec une pénultième syllabe légère, la syllabe final est forte, et porte l'accent.
- (a) « ăsə́n » « pierre » (deux syllabes légère-lourde)

## Grammaire
La grammaire munsee se caractérise par un morphologie flexionnelle et dérivationelle complexe. La flexion en munsee est réalisée à travers l'usage des préfixes et suffixes ajoutés aux mots pour indiquer l'information grammaticale, dont le nombre (singulier ou pluriel), le genre, la personne, la possession, la négation, l'obviatif, et autres.
Les noms utilisent une combinaison de préfixes et de suffixes pour indiquer la possession, des suffixes pour indiquer le genre, le nombre, et autres.